# Municipio de Tlacotepec de Benito Juárez
El municipio de Tlacotepec de Benito Juárez es uno de los doscientos diecisiete municipios en que se encuentra dividido el estado mexicano de Puebla. Situado al sureste del estado, su cabecera es la población de Tlacotepec de Benito Juárez.

## Geografía
El municipio de Tlacotepec de Benito Juárez se encuentra localizado en la región sureste del estado de Puebla, denominada como región de Tehuacán y la Sierra Negra. Tiene una extensión territorial de 399 731 kilómetros cuadrados que equivalen a un 1.2 % de la superficie total de la entidad. 
Sus coordenadas geográficas extremas son 18°30′ - 18°46′ de latitud norte y 97°29′ - 97°46′ de longitud oeste y la altitud de su territorio fluctúa entre un máximo de 2900 y un mínimo de 1880 metros sobre el nivel del mar.
Sus límites corresponden a noroeste con el municipio de Yehualtepec, al noreste con el municipio de Palmar de Bravo, al este con el municipio de Cañada Morelos y al sureste con el municipio de Tepanco de López; al suroeste el límite corresponde con el municipio de Juan N. Méndez y al oeste con el municipio de Xochitlán Todos Santos.

## Demografía
De acuerdo a los resultados del Censo de Población y Vivienda de 2010 realizado por el Instituto Nacional de Estadística y Geografía, la población total de Tlacotepec de Benito Juárez asciende a 48 268 personas; de las que 22 926 son hombres y 25 342 son mujeres.

### Localidades
El municipio incluye en su territorio un total de 55 localidades. Las principales, considerando su población del censo de 2010 son:
| Localidad                                 | Población (2010) |
| ----------------------------------------- | ---------------- |
| San Marcos Tlacoyalco                     | 9 881            |
| Tlacotepec de Benito Juárez               | 8 908            |
| Santa María la Alta                       | 6 626            |
| Santo Nombre                              | 3 111            |
| San José Buenavista                       | 2 196            |
| Tepazolco                                 | 1 593            |
| San Lucas el Viejo                        | 1 494            |
| Pericotepec                               | 1 479            |
| Tepetlacolco                              | 1 184            |
| San Martín Esperilla                      | 1 149            |
| Tlacuitlapan (La Estación y Los Carrasco) | 1 124            |
| San José Tlacuitlapan                     | 1 016            |
| Total municipio                           | 48 268           |

## Política

### Representación legislativa
Para la elección de diputados locales al Congreso de Puebla y de diputados federales a la Cámara de Diputados federal, el municipio de Tlacotepec de Benito Juárez se encuentra integrado en los siguientes distritos electorales:
Local:
- Distrito electoral local de 24 de Puebla con cabecera en Tehuacán.[4]

Federal:
- Distrito electoral federal 15 de Puebla con cabecera en la Tehuacán.[5]